# Дрок льновидный
Дрок льнови́дный (лат. Genīsta linifōlia) — многолетнее растение семейства бобовых.

## Ботаническое описание
Многолетний кустарник. Стебли прямостоячие или восходящие, стебли менее 1 м в высоту.
Прилистники зелёные.
Лепестки когтистые, оранжевые или жёлтые.
Плоды содержат 3 - 10 яйцевидных, закруглённых, гладких семян оливкового, коричневого или чёрного цвета.

## Распространение и среда обитания
Ареал вида охватывает север Алжира и Марокко, юг Франции и остров Корсику, Испанию (включая Балеарские и Канарские острова).
Вид натурализован в Австралии.